# Prealpi di Provenza
Le Prealpi di Provenza sono una parte della catena delle Alpi nella sua parte prealpina. La cima più alta è il monte Cheval Blanc, nel gruppo delle Prealpi di Digne. Prendono il nome dalla Provenza, antica provincia francese.

## Classificazione
Secondo la Partizione delle Alpi, le Prealpi di Provenza erano una sezione alpina autonoma suddivisa nei seguenti gruppi:
- Chaînes des Plans
- Montagna di Sainte Victoire
- Massiccio della Sainte Baume
- Monti dei Maures e dell'Esterel.

Secondo la SOIUSA, le Prealpi di Provenza formano un'unica sezione con le Alpi di Provenza: Alpi e Prealpi di Provenza. Inoltre non considera appartenente al sistema alpino la parte più meridionale detta Massicci di Bassa Provenza. Per contro le Prealpi di Vaucluse, secondo altri criteri appartenenti alle Prealpi del Delfinato, sono inserite nelle Prealpi di Provenza.

## Suddivisione
Secondo la SOIUSA le Prealpi di Provenza, pur non essendo una sottosezione alpina, possono comunque essere viste come la somma delle seguenti sottosezioni:
- Prealpi di Digne (o Prealpi Centrali di Provenza)
- Prealpi di Grasse (o Prealpi Orientali di Provenza)
- Prealpi di Vaucluse (o Prealpi Occidentali di Provenza)